# Zygia guinetii
Zygia guinetii är en ärtväxtart som beskrevs av Maria de Lourdes Rico. Zygia guinetii ingår i släktet Zygia och familjen ärtväxter. Inga underarter finns listade i Catalogue of Life.